# Françoise Henry
Françoise Henry (Paris, 16 de junho de 1902 – Auxerre, 10 de fevereiro de 1982) foi uma acadêmica da arte irlandesa, arqueóloga e historiadora da arte. Enquanto na University College Dublin (UCD), ela fundou o Departamento de História da Pintura Europeia em 1965, e foi chefe até se aposentar em 1974.

## Primeiros anos e educação
Henry nasceu em Paris no dia 16 de junho de 1902 e foi criada em Limousin. Ela era a única filha de Jeanne Henry (nascida Clément) e René Henry, vice-chefe de gabinete do presidente da Câmara dos Deputados francesa, professor do Instituto de Estudos Políticos de Paris e escritor. Seu pai deixou a família quando Henry era jovem. O avô de Henry, Charles Clément (1821–1887), foi um escritor de arte e filósofo, e sua influência foi sentida através das visitas de Henry à avó dela perto de Paris.
Henry frequentou o Lycée Molière, em Paris, de 1914 a 1920 e, cinco anos mais tarde, depois se formou na École du Louvre em Sorbonne. Enquanto na Sorbonne, Henry assistiu a palestras de Salomon Reinach, Robert Rey e Henri Hubert. Ela trabalhou como assistente de Hubert no Musée des Antiquités Nationales, passando a se juntar à equipe em 1927. Uma de suas teses foi um levantamento completo dos enterros pré-históricos na Côte d'Or. Durante este tempo um de seus professores, Henri Focillon, tornou-se um mentor para Henry.

## Carreira
Ela veio pela primeira vez para a Irlanda em 1926 enquanto iniciava uma tese para a École du Louvre sobre escultura medieval irlandesa. A partir desta visita, ela se inspirou para estudar os primeiros monumentos irlandeses, sendo particularmente tomada pelas altas cruzes de Ahenny. Quando ela retornou a Paris, Focillon a encorajou a prosseguir seus estudos de esculturas irlandesas. Ela passou a receber seu doutorado sobre o assunto em 1932. Ela publicou La escultura irlandaise pendente les douze premiers siècles de l'ère chrétienne em 1933, com uma dedicatória a Focillon. O volume foi reconhecido como a referência primária imediatamente. Nos anos seguintes, as bolsas da Federação de Mulheres Universitárias permitiram que Henry viajasse e estudasse. Ela viajou para a Irlanda com frequência, mas também para a Escócia e partes da Escandinávia. Ela fazia parte de um número crescente de acadêmicos que estudavam sobre a cultura celta e se beneficiou desse renascimento. Enquanto em Dublin ela viveu no Trinity Hall.
Ela trabalhou para UCD de 1932 a 1974, com sua primeira nomeação para o departamento francês em 1932. Seu primeiro grande trabalho intitulado Arte irlandesa no início do Período Cristão, foi publicado em 1940 e se concentrou em uma área de estudo praticamente intocada desde Margaret Stokes em 1800. O livro mapeia a arte irlandesa desde a pré-história até o século XII, abrangendo esculturas, manuscritos e trabalhos em metal. Na década de 1960, foi ampliado e atualizado para três volumes, publicados primeiro em francês e depois em inglês.
A partir de 1934, no The Purser Griffith Scholarship Lectures, Henry foi nomeada para dar palestras sobre a história da pintura europeia. Ela se transferiu para o departamento de arqueologia da França em 1948, tornando-se diretora de estudos em arqueologia e história da pintura europeia. Entre os acadêmicos com quem ela colaborou estavam Cecil Curle e Geneviève Marsh-Micheli. Através da UCD, ela trabalhou ao lado de Eoin MacNeill, RA Stewart Macalister, Gerard Murphy, Seán P. Ó Ríordáin e Rúaidhrí de Valera. Entre seus amigos íntimos com quem compartilhava interesses de pesquisa mútuos estavam Máirín Bean Uí Dhálaigh, Mairín Allen e Frank O'Connor.
Durante a Segunda Guerra Mundial, ela esteve envolvida na evacuação de objetos de museus franceses e londrinos, atuando como secretária da comissão para a preservação de obras de arte na Europa ocupada. Mais tarde na guerra, ela trabalhou em uma fábrica de guerra na Inglaterra, servindo como motorista de ambulância na França a partir de 1944. Por este trabalho, ela recebeu a Ordem Nacional da Legião de Honra em 1947.
A partir de 1946, Henry retomou seu trabalho de campo, registrando monumentos e algumas escavações em locais como as Ilhas Inishkea e Glendalough. Como resultado de seu trabalho, o departamento de arqueologia mantinha um arquivo fotográfico documentando a arte cristã irlandesa primitiva, bem como material comparativo. Seus trabalhos mais notáveis, e aqueles mais conhecidos pelo público em geral, foram a Early Christian Irish art (1954), Irish high crosses (1964) e o Book of Kells (1974). Após sua aposentadoria da UCD em 1974, uma edição especial de Studies foi dedicada a ela. Além de seu trabalho arqueológico, Henry também estava envolvida nas artes contemporâneas. Ela organizou uma grande retrospectiva do trabalho de Mainie Jellett em 1962, além de atuar como consultora de vários órgãos, participando dos conselhos dos amigos de instituições nacionais e do conselho de guardiões da Galeria Nacional da Irlanda de 1962.
Henry foi uma das primeiras quatro mulheres a se tornarem membros da Royal Irish Academy (RIA) em 1949. Ela recebeu um doutorado honorário da Universidade de Dublin em 1963 e da Universidade Nacional da Irlanda. Após sua aposentadoria, Henry continuou a dividir seu tempo entre a Irlanda e a França. Ela morreu na comuna francesa de Auxerre em 10 de fevereiro de 1982.

## Legado
Os papéis de Henry estão armazenados na Royal Irish Academy (RIA), nos arquivos da UCD e alguns em propriedade privada. Um busto de Henry foi esculpido em arenito Cashel por Domhnall Ó Murchadha em 1982. Uma sala de leitura na Escola de História da Arte e Política Cultural da UCD é nomeada em sua homenagem e contém uma biblioteca dedicada à história da arte. Ela estava entre um grupo de eminentes acadêmicos irlandeses que foram celebrados como parte da exposição Women on Walls da RIA.
Em 2016, ao lado da física Sheila Tinney, da cientista Phyllis Clinch e da acadêmica literária Eleanor Knott, Henry foi incluída no “Projeto Mulheres nas Paredes”, que contou com as quatro primeiras mulheres a serem membros da RIA. Na sexta-feira, 2 de junho de 2017, foi realizado um simpósio especial para homenagear Henry. Uma exposição de seus papéis originais, notas, diários e esboços intitulado "Françoise Henry e a história da arte irlandesa" foi realizada na RIA. Em abril de 2018, uma Library Lunchtime Lecture foi realizada na Royal Irish Academy, intitulada "Françoise Henry at UCD: Towards a history of Art History in Ireland", enquanto uma coleção de seu material textual e visual pode ser encontrada nos arquivos da University College Dublin.
Suas contribuições fotográficas para a Biblioteca Conway estavam, a partir de 2020, sendo digitalizadas pelo Instituto Courtauld como parte do projeto Courtauld Connects.

## Obras publicadas
- Henry, Françoise (31 de dezembro de 1936). «Hanging Bowls». Royal Society of Antiquaries of Ireland. The Journal of the Royal Society of Antiquaries of Ireland. 7th (em inglês). VI (II): 209–246. JSTOR i25513824
- Henry, Francoise (1965-1970) Irish Art. Three Volumes. (1) In the Early Christian Period to A.D. 800 (2) During the Viking Invasions 800-1020 A.D. (3) In the Romanesque Period 1020-1170 A.D (em inglês). New York: Cornell University Press, 1965, '65, 70. Uniform set. Pictorial dust jackets[11]
- T. Marquardt, Janet published/edited "Francoise Henry in Co. Mayo: The Inishkea Journals (em inglês)" in 2012[12]